# Anna Müller (Opfer der Hexenverfolgung)
Anna Müller (* im 17. Jahrhundert in Wildemann; † 2. Oktober 1661) war eine deutsche Frau, die der Hexerei angeklagt wurde.

## Leben
Anna Müller war eine Bergmannsfrau, Ehefrau von Libor (Liborius) Schmidt, die 1661 während der Regierungszeit von Herzog August dem Jüngeren (1579–1666) in einen Hexenprozess geriet.

## Hexenprozess gegen Anna Müller
Im Februar 1661 wurde Anna Müller von ihrer Nachbarin Liese (Lise) Kraus der Zauberei bezichtigt. Anna habe ihr im Wochenbett durch Berühren der Brüste die Milch genommen. Zur Rede gestellt, verdächtigte diese eine „verrufene Alte, die Ursel“, und riet der Nachbarin, durch das „Sackklopfen nomine daemonis“ (im Namen des Teufels) die wahre Täterin zu ermitteln.
Am 18. Juni 1661 leitete Oberbergrat Friedrich von Heimburg die Untersuchung ein und verfügte, Müller und die alte Ursel festzunehmen.
Zeugen wurden verhört, die manches Verdächtige zu erzählen wussten. Anna habe mehreren Frauen mit „abergläubischen Kuren“ die „guten Holden“ (Geister) entfernt, u. a. durch das Tröpfeln von geschmolzenem Blei in Wasser. Außerdem habe Anna, nachdem einmal Kohl aus ihrem Garten gestohlen worden war, zur Ermittlung des Diebes „Kohlstrünke in den Rauchfang gehängt“. Danach sei Töffel Trümper krank geworden und gestorben. Anna räumte den Besuch bei Liese Kraus ein, bestritt aber, ihr durch Zauberei die Milch genommen oder Schadenzauber gegen Töffel Trümper begangen zu haben.
Herzog August verfügte nach Einsicht der Akten, dass die beiden Frauen mit dem Bleigießen wider Gottes Gebot gehandelt hätten und nach vorhergehender Kirchenbuße vierzehn Tage im Gefängnis inhaftiert bleiben sollten. Danach sollte die alte Ursel des Landes verwiesen werden. Anna Müller allerdings sollte wegen des verübten Schadenzaubers mit dem Kohlstrunk gegen Töffel Trümper mit scharfer peinlicher Frage belegt, also der Folter unterzogen werden.
Unter dem Vorsitz des Zellerfelder Oberzehntners, der in Bergbauregionen als Finanzbeamter des Landesherrn mit erweiterten Aufgaben und Befugnissen ausgestattet war, wurde die Untersuchung mit Vernehmung und Vereidigung der Zeugen fortgesetzt. Die Angeklagte leugnete alle Vorwürfe. Vergeblich bot sie sich zur Wasserprobe an.

## Folter
Die Angeklagte bekannte unter der Folter, sie könne zaubern, habe die Strünke wegen Töffel Trümperen aufgehängt; deswegen sei er gestorben. Der Teufel habe ihr eingegeben, sie solle der Lise Kraus an die Brust greifen, um ihr die Muttermilch wegzunehmen. Der Teufel sei ihr in Gestalt eines Mannes erschienen und habe es schon zwei Jahre mit ihr getrieben. Aber ihr Mann wisse nichts davon. Sie habe den Tod verdient und wolle sterben. Viermal sei sie mit der alten Ursula in der Walpurgisnacht auf dem Brocken gewesen und habe zwei Kühe behext. Unter der Folter würde die Ursula das auch gestehen. Die Angeklagte wurde ermahnt, fleißig zu beten, und die Folterakte wurde geschlossen.

## Widerruf
Anna Müller widerrief ihre vormaligen Bekenntnisse und wurde von Neuem gefoltert. Sie bekannte nun auch, an dem jährlichen Viehsterben in Wildemann schuldig zu sein, doch habe sie keinem Menschen außer Töffel Trümper ein Leid zugefügt. Doch, fügte sie unter neuer Folter hinzu, vor zehn Jahren habe sie einer Frau gute Hollen ins Bein gewiesen. Diese sei daran gestorben. Das hätte sie wohl auch bei anderen Frauen getan, doch denen hätte sie die Hollen wieder genommen. Sie bat darum, die Herren wollten ein Vaterunser für sie beten, und sie möchten sie mit dem Schwert richten, obwohl Hexen sonst verbrannt würden.
Die Nachfrage des Gerichts ergab, dass diejenigen Frauen, denen die Angeklagte gute Hollen angezaubert haben wollte, in der betreffenden Zeit gar nicht krank gewesen waren. Zudem hatte in der Ortschaft in letzter Zeit gar kein Viehsterben stattgefunden.
Die alte Ursel wurde, statt das frühere Urteil gegen sie zu vollstrecken, nach der ersten unter der Folter erzwungenen Aussage Anna Müllers wieder ins Gefängnis gebracht.

## Prozessende
Der Oberzehntner fragte in Wolfenbüttel nach Anweisungen für das weitere Vorgehen wegen der alten Ursel. Er erhielt von dort die Antwort: „Hat man die Wasserprobe mit ihr nicht versucht? Könnte ad majorem confirmationem (zur größeren Bestätigung) nicht schaden.“ Auf seine weitere Nachfrage, ob man weitere Nachforschungen in Bezug auf einzelne zweifelhaft gebliebene Punkte anstellen sollte, ehe man an der Müller ihre Bestrafung vollzöge, ließ der Herzog zurückschreiben: „Es würde wohl keine weitere Nachfrage nötig sein. Man wird mit ihr als einer Hexe verfahren müssen.“
Allerdings fand der Prozess ein unvorhergesehenes Ende. Am 2. Oktober 1661 berichtete der Oberbergrat nach Wolfenbüttel, dass die inhaftierte Anna Müller plötzlich im Gefängnis gestorben sei, nachdem sie zwei Tage nichts zu sich genommen und sich die Geschwulst in Beinen und Füßen vermehrt habe. Vom Herzog August wurde daraufhin verfügt, den toten Körper zu verbrennen.

## Erinnerung
Die Ev.-luth. Kirchengemeinden Bad Grund und Wildemann führten mit der Laienspielgruppe Kultgestöber anlässlich des Kirchenjubiläums 2015 am 11. April, 20. Juni und 16. August zum Gedenken an den Hexenprozess das Theaterstück auf: Der Fall Anna Müller.